# Kafr Kuk (Syria)
Kafr Kuk (arab. كفر قوق) – miejscowość w Syrii, w muhafazie Damaszek. W 2004 roku liczyła 1015 mieszkańców.